# Prospalta taprobanee
Prospalta taprobanee är en fjärilsart som beskrevs av Felder 1874. Prospalta taprobanee ingår i släktet Prospalta och familjen nattflyn. Inga underarter finns listade i Catalogue of Life.